# Guido Meudt
Guido Meudt (* 3. Januar 1953 in Großholbach) ist Vorsitzender der Pfarrer-Landvogt-Hilfe.

## Leben
Guido Meudt wurde 1953 in Großholbach im Westerwald geboren. Nach einer Ausbildung zum Glasapparatebläser war er von 1970 bis 1986 bei der Schott AG in Mainz tätig. Danach wechselte er in den Vorstand der CAS AG (Concepts and Solutions Hamburg), wo er zum 1. Juni 2008 ausschied und als Geschäftsführer zur HPC-CAS Solution GmbH (eine Tochtergesellschaft der HPC AG Weinheim mit Sitz in Hamburg) wechselte.
Von 1967 bis 1986 war Guido Meudt Mitglied der Gewerkschaft IG Chemie, Papier, Keramik. Seit 1975 ist er Mitglied der Kolpingsfamilie Mainz-Zentral.

### Karitatives Engagement
Guido Meudt ist in verschiedenen gemeinnützigen Projekten engagiert. Vor allem ist er Gründungsmitglied und seither Vorsitzender des 1981 gegründeten Vereins Pfarrer-Landvogt-Hilfe. Der Name geht auf Franz Adam Landvogt zurück, der ab 1928 Pfarrer von St. Christoph und später von St. Peter war und sich besonders in den Kriegs- und Nachkriegsjahren für arme Menschen in Mainz eingesetzt hatte. Der Verein ist korporatives Mitglied des Caritasverbandes Mainz und wird von etwa 75 Personen aktiv unterstützt.
Die Organisation betreibt ein Kleider- und Möbellager für Nichtsesshafte, Obdachlose und Arme. Als im Winter 1979/80 in Mainz zwei Obdachlose erfroren waren, richtete die Initiative in St. Bonifaz eine Notübernachtung ein und eröffnete eine Teestube. Die Notübernachtungen gab es in den Wintern von 1982 bis 2001, in denen über 50.000 Personen Unterkunft fanden. Seit 2001 stehen keine geeigneten Räume mehr zur Verfügung. Die Teestube besteht bis heute und wird täglich von 50 bis 80 Personen besucht. Seit den Anfängen wurden rund 350.000 Besucher gezählt.
Seit 1987 gibt es zudem die Start-Hilfe zur Beratung Wohnungsloser, die mit ihren drei Streetworkern auch aufsuchende Sozialarbeit betreibt. 1993 wurde das Projekt „Wohnwagen statt Parkbank“ gegründet, das Wohnungslose in Wohnwagen betreut, die bei vier Mainzer Kirchen aufgestellt wurden. Seit dem Frühjahr 2005 gibt es für Arme freitags einen Mittagstisch, ehrenamtlich betrieben und reihum angesiedelt bei den Kirchen St. Peter, Dom/St. Quintin, St. Stephan, bei Altmünstergemeinde und Christuskirche.

### Weitere Tätigkeiten
In der Mainzer Fastnacht ist Guido Meudt seit 1978 bei den Mainzer Worschtathleten aktiv. Des Weiteren ist er Komiteeter beim Comité Katholischer Vereine 1946. Im ehrenamtlichen Bereich engagiert er sich in Projekten für die Deutsch-Amerikanische Freundschaft.

## Auszeichnungen
- Meudt wurde auf Veranlassung von Malu Dreyer für sein soziales Engagement 2006 mit dem Bundesverdienstkreuz ausgezeichnet.[1]

- Der Mainzer Oberbürgermeister Michael Ebling zeichnete Guido Meudt 2013 für sein „überragendes Engagement“ mit der Bernhard Adelung-Plakette der Stadt Mainz aus.[2]